# Liam Howlett
Liam Paul Paris Howlett (Braintree, 21 agosto 1971) è un disc jockey e musicista britannico, fondatore del gruppo musicale di musica elettronica The Prodigy.

## Biografia

### Primi anni
Howlett imparò a suonare musica classica al pianoforte fin da bambino. Dalla seconda metà degli anni ottanta cominciò ad interessarsi all'hip hop, imparò la break dance e divenne il DJ della sua prima band, i Cut to Kill. In seguito cominciò a comporre la propria musica. Quando lasciò il gruppo cominciò ad interessarsi della musica elettronica ed al mondo dei rave quando partecipò, a 18 anni al suo primo rave, nell'Essex. Iniziò a produrre le prime tracce nel suo studio casalingo nel 1988.

### The Prodigy
Nel 1990 fondò i The Prodigy insieme ai ballerini Keith Flint e Leeroy Thornhill. Il nome scelto per il gruppo deriva da un sintetizzatore chiamato Moog Prodigy che Howlett utilizzò per comporre. Firmò il suo primo contratto con l'etichetta britannica XL Recordings nel 1991, dopo aver fatto ascoltare alcune tracce al capo dell'XL Nick Halkes, e pubblicò il singolo di debutto Charly.
Nel 1998 fu offerta all'artista la possibilità di esibirsi in un mix nella trasmissione radio di Marie Anne Hobbs. Il materiale fu la base dell'album The Dirtchamber Sessions Volume One. Alla fine del gennaio 2006 partecipò alla compilation Back to Mine. La compilation includeva alcune delle canzoni preferite da Liam, compresa una nuova canzone chiamata Wake the Fuck Up, che fu realizzata come introduzione durante i concerti dei Prodigy nell'autunno/inverno del 2005/2006.

### Attività da solista
Nel 2022 ha composto la colonna sonora del film Choose or Die.

## Vita personale
Il 6 giugno 2002 ha sposato Natalie Appleton, all'epoca componente delle All Saints. Il loro figlio, Ace Billy, nasce il 2 marzo 2004.

## Discografia

### Da solista
- 2006 – Back to Mine: Liam Prodigy